# 1 Pułk Policji SS
1 Pułk Policji SS (niem. SS-Polizei Regiment 1) – niemiecki pułk policyjny SS, utworzony w lipcu 1942 w Berlinie.
Złożony był z trzech batalionów.

## Historia
1 batalion został po formowaniu wysłany na front wschodni, do Grupy Armii Nord. 2 batalion w formie niezależnych kompanii również został użyty pod dowództwem SD na wschodnim froncie. 3 batalion pułku został użyty do zwalczania komunistycznej partyzantki w Krainie w Słowenii.
W marcu 1943 1 i 3 batalion pułku zostały wysłane do Francji, odtwarzając tam rozbity 14 pułk policji SS, natomiast na bazie 2 batalionu w Maerish-Ostrau w południowej Rosji utworzono 31 policyjny pułk strzelców SS.
Nowy 1 pułk policji SS utworzono powtórnie na Węgrzech w sierpniu 1944 z kilku innych mniejszych jednostek policyjnych, jednak wkrótce stracił dwa swoje bataliony.
Pułk został rozwiązany 12 marca 1945.